# Атамекен (Мунайлинський район)
Атамеке́н (каз. Атамекен) — село у складі Мунайлинського району Мангистауської області Казахстану. Адміністративний центр та єдиний населений пункт Атамекенського сільського округу.
Село було утворено 2007 року на базі житлових масивів села Умірзак — Арай, Арман, Атамекен, Болашак, Жалин, Каламкас, Коктем, Тамшали, Туга-єл, Шагала.
Населення — 29294 особи (2021; 22428 у 2009).